# Стеларатор

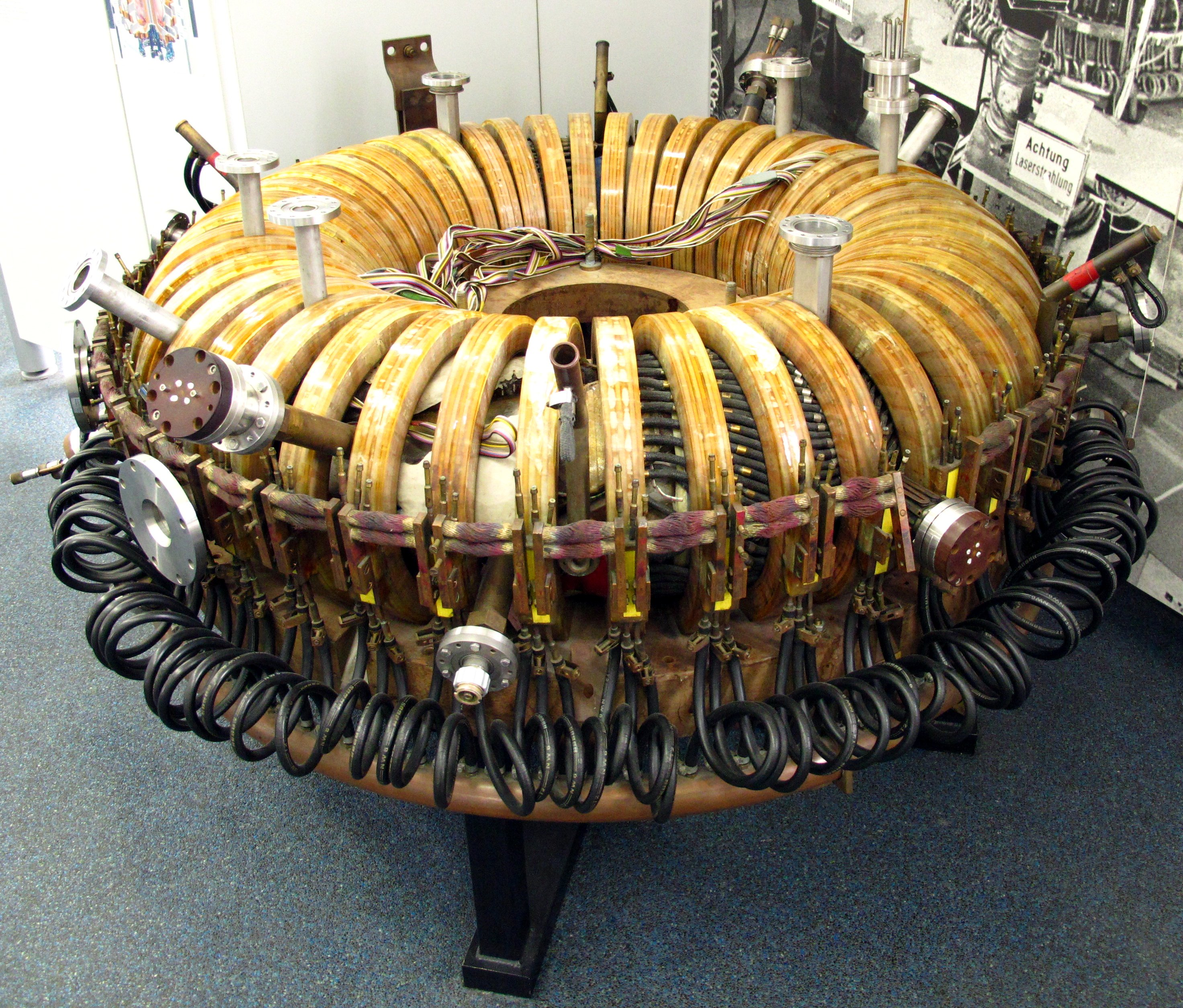
Стеларатор експерименту «Wendelstein-IIa»

Стеларатор (від лат. stella — зоря) — замкнута магнітна пастка для утримання високотемпературної плазми. Стеларатор є одним із типів термоядерних реакторів для здійснення процесу керованого термоядерного синтезу.

## Історія

Стеларатор-торсатрон «Ураган» в ХФТІ
(80-ті рр. 20 ст.)

Стеларатор винайшов американець Лайман Спітцер у 1951 році в цілях вирішення проблеми керованого термоядерного синтезу. Такі установки можуть складати конкуренцію установкам типу «токамак».
Перші дослідження на стелараторах розпочались ще у 1950-х роках в США. Але ці роботи не увінчались успіхом: на всіх установках спостерігалась підвищена дифузія Бома в плазмі. Причини невдач — відносно низькі значення полоїдальних магнітних полів і відсутність контролю за якістю магнітних поверхонь. Успіхи в СРСР на установках типу токамак призвели до закриття американської стелараторної програми і зосередженню зусиль на дослідження на токамаках. 
У 60-х роках XX ст. дослідження в галузі стелараторів перемістилися в СРСР, а згодом і до ФРН, Великої Британії та Японії. Перших успіхів було досягнуто в Харківському фізико-технічному інституті Академії наук СРСР та у Фізичному інституті ім. П. М. Лебедєва АН СРСР. 
У 1960 році Ігор Васильович Курчатов запропонував створити реактор на базі пастки із замкнутою магнітною системою стелараторного типу. Параметри стеларатора «Україна», що закладалися, і сьогодні вражають: діаметр перерізу тороїдальної камери — 1 метр, напруженість магнітного поля — до 70 кгс. Раптова смерть Курчатова в грудні 1960 року призвела до того, що початково задуманий проєкт трансформувався зрештою в серію установок «Ураган» зі значно скромнішими параметрами. Перша із них була споруджена лише в 1967 році. Було розроблено серію стелараторів, починаючи з установок «Сіріус», «Ураган-1», «Ураган-2» і пізніше «Ураган-2М». 
Подальші дослідження стеларатора привели до створення його модифікації — торсатрону, що має дивертор — систему для очищення плазми від домішок і виведення продуктів реакції (гелію). Етапною подією в розвитку стелараторів стало спорудження в 1970 році, вперше у світі, стелларатора-торсатрона «Сатурн» (Відділення плазми ХФТІ) з принципово новою магнітною системою, запропонованою співробітником інституту В.Ф.Алєксіним.  Сукупність властивостей торсатрона дозволяє розглядати його як можливу основу стаціонарного тороїдального термоядерного реактора. 
Пізніше був побудований у той час найбільший і оригінальний торсатрон Ураган-3М — його магнітна система була поміщена у вакуумну камеру. 
Системи, подібні до торсатрона, в Японії дістали назву геліотрон. Сьогодні в Японії працює побудований за цією схемою найбільший у світі стелларатор-торсатрон LHD, на якому отримані результати, що поставили його в один ряд з найбільшими токамаками.

## Принцип роботи
На відміну від токамака, в стелараторі гвинтове прокручування силових ліній магнітного поля, необхідне для утримання плазми в торі, здійснюється не за рахунок протікання електричного струму по плазмовому шнуру, а за допомогою струму в системі зовнішніх обмоток двох типів. Внаслідок цього плазма може утримуватись в стаціонарному стані, що має важливе значення для забезпечення роботи термоядерного реактора.
Магнітне поле в стелараторі створюється за допомогою зовнішніх провідників. Його силові лінії піддаються так званому обертальному перетворенню, в результаті якого ці лінії багато разів обходять уздовж тора і утворюють систему замкнутих вкладених одну в одну тороїдальних магнітних поверхонь. 
Обертальне перетворення силових ліній може бути здійснене як шляхом геометричної деформації тороїдального соленоїда (наприклад, скручуванням його у «вісімку»), так і за допомогою гвинтових провідників, навитих на тор.

## Установки типу «стеларатор» у світі

### Діючі стеларатори
| Стеларатор                           | Країна    | Місто       | Установа                                                            | Запуск     |
| ------------------------------------ | --------- | ----------- | ------------------------------------------------------------------- | ---------- |
| Ураган-3М (У-3М)                     | Україна   | Харків      | Національний науковий центр «Харківський фізико-технічний інститут» | 1981       |
| Ливень-2М (Л-2М)                     | Росія     | Москва      | Інститут загальної фізики ім. А.М.Прохорова РАН                     | 1972; 1995 |
| WEGA                                 | Німеччина | Грайфсвальд | Інститут фізики Макса Планка (IPP)                                  | 2001       |
| Helically Symmetric eXperiment (HSX) | США       | Медісон     | Університет Вісконсин-Медісон                                       |            |
| Compact Auburn Torsatron (CAT)       | США       | Оборн, AL   | Оборнський університет                                              | 1993       |
| TJ-II Flexible Heliac                | Іспанія   | Мадрид      | CIEMAT                                                              | 1994; 2008 |
| H-1                                  | Австралія | Канберра    | Австралійський національний університет                             | 1992       |
| Heliotron J                          | Японія    | Кіото       | Кіотський університет                                               | 1980       |
| Large Helical Device (LHD)           | Японія    | Токі, Гіфу  | Національний інститут термоядерних досліджень                       | 1998       |
| Wendelstein 7-X (W-7X)               | Німеччина | Грайфсвальд | Інститут фізики Макса Планка (IPP)                                  | 2016       |
| MUSE                                 | США       | Принстон    | Принстонська лабораторія фізики плазми Міністерства енергетики США  | 2024.      |

### Стеларатори, що припинили роботу
| Стеларатор                                     | Країна    | Місто    | Установа                               | Роки роботи |
| ---------------------------------------------- | --------- | -------- | -------------------------------------- | ----------- |
| Wendelstein 7-AS (W-7AS)                       | Німеччина | Ґархінґ  | Інститут фізики Макса Планка (IPP)     | 1988-2002   |
| National Compact Stellarator Experiment (NCSX) | США       | Принстон | Принстонська лабораторія фізики плазми | —           |

### Проєкти майбутніх стелараторів
- Quasi-Poloidal Stellarator (QPS) — США, Університет Теннессі, Теннессі (знаходиться на стадії проєктування).